# Marija Tolj
Marija Tolj (née le 29 novembre 1999 à Orebić) est une athlète croate spécialiste du lancer du disque.

## Biographie
En 2019 elle remporte les championnats d'Europe espoirs avec un record personnel à 62,76 m.
En 2022 elle remporte la médaille d'or aux Jeux méditerranéens.

## Palmarès
| Date | Compétition                   | Lieu   | Résultat | Marque  |
| ---- | ----------------------------- | ------ | -------- | ------- |
| 2019 | Championnats d'Europe espoirs | Gävle  | 1re      | 62,76 m |
| 2022 | Jeux méditerranéens           | Oran   | 1re      | 64,71 m |
| 2022 | Championnats du monde         | Eugene | 8e       | 63,07 m |
| 2022 | Championnats d'Europe         | Munich | 6e       | 63,37 m |

## Records
| Épreuve          | Marque  | Lieu    | Date            |
| ---------------- | ------- | ------- | --------------- |
| Lancer du disque | 64,71 m | Oran    | 30 juin 2022    |
| Lancer du poids  | 15,82 m | Tallinn | 10 juillet 2021 |